# 共产主义学生联盟
共产主义学生联盟（缩写为UEC）是法国的一个学生政治组织，它是法国青年共产主义者运动的一部分。1939年，该组织首次成立，但在二战爆发后解散。1956年，该组织重建，附属于法国青年共产主义者运动。该组织独立于法国共产党，但是它们保持着密切的关系。该组织的全国书记是让娜·佩琼。